# Carolina Panthers 2007
La stagione 2007 dei Carolina Panthers è stata la 13ª della franchigia nella National Football League, la settima con John Fox come capo-allenatore.

## Calendario
| 1                                                             | 9/9                | at St. Louis Rams       | V 27–13            | 1–0                | Edward Jones Dome              | Recap              |
| 2                                                             | 16/9               | Houston Texans          | S 21–34            | 1–1                | Bank of America Stadium        | Recap              |
| 3                                                             | 23/9               | at Atlanta Falcons      | V 27–20            | 2–1                | Georgia Dome                   | Recap              |
| 4                                                             | 30/9               | Tampa Bay Buccaneers    | S 7–20             | 2–2                | Bank of America Stadium        | Recap              |
| 5                                                             | 7/10               | at New Orleans Saints   | V 16–13            | 3–2                | Louisiana Superdome            | Recap              |
| 6                                                             | 14/10              | at Arizona Cardinals    | V 25–10            | 4–2                | University of Phoenix Stadium  | Recap              |
| 7                                                             | Settimana di pausa | Settimana di pausa      | Settimana di pausa | Settimana di pausa | Settimana di pausa             | Settimana di pausa |
| 8                                                             | 28/10              | Indianapolis Colts      | S 7–31             | 4–3                | Bank of America Stadium        | Recap              |
| 9                                                             | 4/11               | at Tennessee Titans     | S 7–20             | 4–4                | LP Field                       | Recap              |
| 10                                                            | 11/11              | Atlanta Falcons         | S 13–20            | 4–5                | Bank of America Stadium        | Recap              |
| 11                                                            | 18/11              | at Green Bay Packers    | S 17–31            | 4–6                | Lambeau Field                  | Recap              |
| 12                                                            | 25/11              | New Orleans Saints      | S 6–31             | 4–7                | Bank of America Stadium        | Recap              |
| 13                                                            | 2/12               | San Francisco 49ers     | V 31–14            | 5–7                | Bank of America Stadium        | Recap              |
| 14                                                            | 9/12               | at Jacksonville Jaguars | S 6–37             | 5–8                | Jacksonville Municipal Stadium | Recap              |
| 15                                                            | 16/12              | Seattle Seahawks        | V 13–10            | 6–8                | Bank of America Stadium        | Recap              |
| 16                                                            | 22/12              | Dallas Cowboys          | S 13–20            | 6–9                | Bank of America Stadium        | Recap              |
| 17                                                            | 30/12              | at Tampa Bay Buccaneers | V 31–23            | 7–9                | Raymond James Stadium          | Recap              |
| NOTA: gli avversari della propria division sono in grassetto. |                    |                         |                    |                    |                                |                    |